# فرویل
فرویل (به انگلیسی: Froyle) یک روستا و محله مدنی در بریتانیا است که در ایست همپشر واقع شده‌است.